# Dalls tumlare
Dalls tumlare (Phocoenoides dalli) är en av sex arter av familjen tumlare. Arten är ensam i släktet Phocoenoides. Den är uppkallad efter den amerikanska naturforskaren William Healey Dall.

## Utseende
Arten är lätt att känna igen för den skiljer sig ifrån andra valar. Djuret har en väldigt tjock kropp och litet huvud och dess teckning påminner om späckhuggarens. Huvuddelen av kroppen är mörkgrå eller svart och med vita stråk som börjar bakom eller vid framkanten av de små bröstfenorna. I sällsynta fall förekommer helt svarta exemplar eller individer som är bruna eller gråa. Den yttersta delen av stjärtfenan är oftast ljusgrå eller vit. Dalls tumlare är den största arten av tumlare. Den kan bli upp emot 220 centimeter lång och väga mellan 130 och 220 kilo. De flesta individer är däremot 180 till 200 centimeter långa.

## Utbredning
Det finns två olika varianter av Dalls tumlare. Den ena kallas för dalli–typen och är den mest spridda av varianterna. De håller till i norra Stilla havet, från Kaliforniens kust till södra Japan. Truei–typen däremot håller till på ett mindre område i Stilla havet och runt Japan. Det enda som skiljer de båda åt är deras spridningsområde och deras färgteckning. Ibland listas båda typer som underarter. Dalls tumlare skiljer sig ifrån andra tumlare i ett annat avseende. Den föredrar djupt vatten och öppet hav framför vikar och sund. Vid de tillfällen de kommer i närheten av land håller den sig till djupvattensraviner.

## Ekologi
Dalls tumlare är en väldigt aktiv val. Den brukar ofta sicksacka i hög hastighet alldeles under vattenytan. Den är den snabbaste av de små valarna och den kommer nästan upp i späckhuggarens hastighet. En Dalls tumlare kan komma upp i en hastighet av 55 kilometer i timmen. Den är som andra tumlare när det gäller båtar och vågsvall men går inte båten tillräckligt fort förlorar den snabb intresset.
Tumlarna brukar samlas i grupper för att äta och jaga. En flock har vanligen upp till 12 medlemmar och ibland bildar flera flockar en större grupp. Deras byten är allmänt fiskar som stillahavsansjovis och sill samt en och en annan bläckfisk. Dessutom ingår några kräftdjur i födan. Arten dyker vanligen till ett djup av cirka 180 meter för att hitta födan med hjälp av ekolokalisering. Därför skapar Dalls tumlare klickljud.
Arten utför vandringar under årets lopp. Den hittas under sommaren längre norrut och längre bort från kusterna. Honor kan para sig under hela året men de flesta ungar föds under våren och sommaren. Dräktigheten varar 11 till 12 månader. Ungdjuret är vid födelsen cirka en meter långt och väger ungefär 25 kg. Ungen diar sin mor uppskattningsvis två till fyra månader. Könsmognaden infaller för honor efter 3,5 till 4,5 år och för hannar efter 4 till 6 år. Många exemplar lever 15 år och den äldsta kända individen var 22 år gammal. Ibland faller Dalls tumlare offer för späckhuggare eller för en större haj.

## Status
Många tumlare dör varje år på grund av fiskenät och trålar. Sedan förbudet att jaga de stora valarna infördes har japanska jägare koncentrerat sig på de små tumlarna. Det uppskattas att drygt 18 000 individer dödas varje år.
Trots hoten är Dalls tumlare inte sällsynt. Den listas av IUCN som livskraftig (LC).

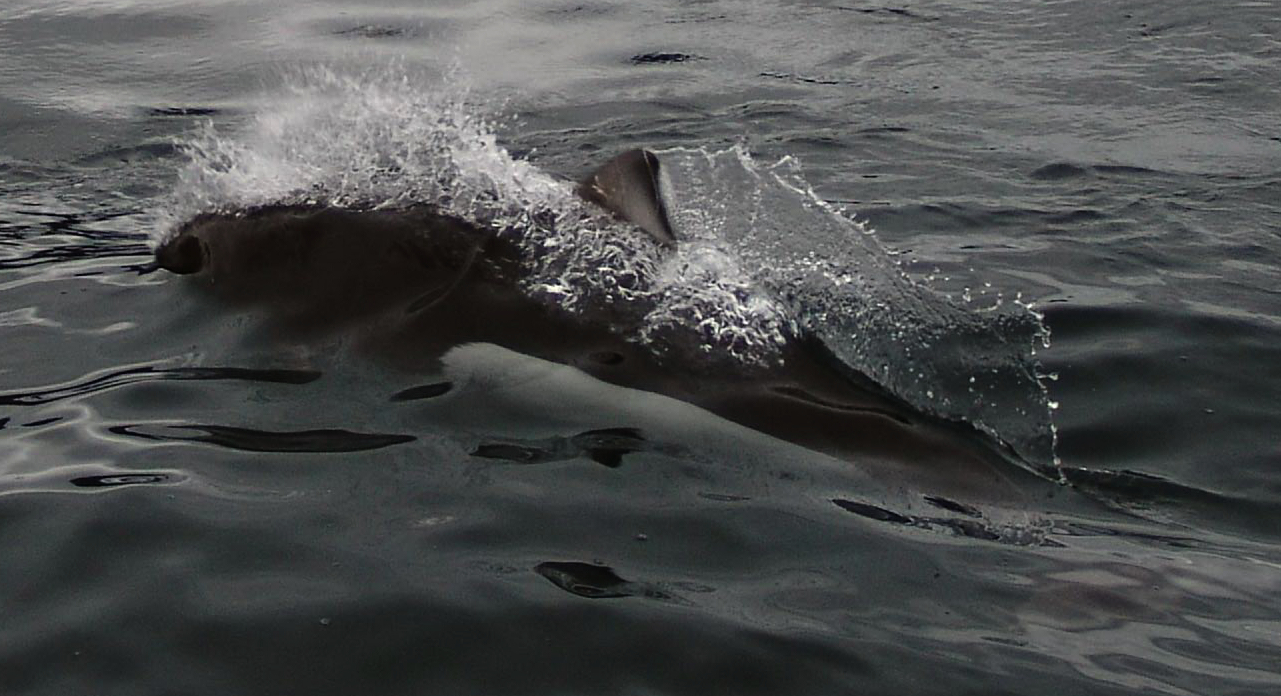
Dalls tumlare i Alaska, USA
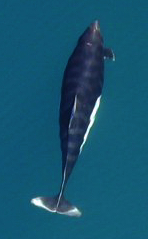